# Facundo Milán
Facundo Nahuel Milán Osorio, meglio noto come Facundo Milán (Montevideo, 3 febbraio 2001), è un calciatore uruguaiano, attaccante del Fénix.

## Caratteristiche tecniche
Centravanti dotato di un buon fisico, è dotato di un ottimo senso del gol; nel 2018 è stato inserito nella lista dei migliori sessanta calciatori nati nel 2001 stilata dal The Guardian.

## Carriera
Cresciuto nel Defensor Sporting, dopo essersi messo in mostra nel settore giovanile della Violeta, l’8 ottobre 2017 ha esordito in prima squadra, a soli sedici anni, mettendo a segno una doppietta e decidendo così l’incontro vinto contro il Plaza Colonia.

## Statistiche

### Presenze e reti nei club
Statistiche aggiornate al 2 dicembre 2024.
| Stagione                    | Squadra                     | Campionato                  | Campionato | Campionato | Coppe nazionali | Coppe nazionali | Coppe nazionali | Coppe continentali | Coppe continentali | Coppe continentali | Altre coppe | Altre coppe | Altre coppe | Totale | Totale |
| Stagione                    | Squadra                     | Comp                        | Pres       | Reti       | Comp            | Pres            | Reti            | Comp               | Pres               | Reti               | Comp        | Pres        | Reti        | Pres   | Reti   |
| --------------------------- | --------------------------- | --------------------------- | ---------- | ---------- | --------------- | --------------- | --------------- | ------------------ | ------------------ | ------------------ | ----------- | ----------- | ----------- | ------ | ------ |
| 2017                        | Defensor Sporting           | PD                          | 6          | 3          | -               | -               | -               | -                  | -                  | -                  | -           | -           | -           | 6      | 3      |
| 2018                        | Defensor Sporting           | PD                          | 11         | 0          | -               | -               | -               | CL+CS              | 1+0                | 0                  | -           | -           | -           | 12     | 0      |
| 2019                        | Defensor Sporting           | PD                          | 11         | 1          | -               | -               | -               | CL                 | 3                  | 0                  | -           | -           | -           | 14     | 1      |
| 2020-2021                   | Defensor Sporting           | PD                          | 9          | 3          | -               | -               | -               | -                  | -                  | -                  | -           | -           | -           | 9      | 3      |
| Totale Defensor Sporting    | Totale Defensor Sporting    | Totale Defensor Sporting    | 37         | 7          |                 | -               | -               |                    | 4                  | 0                  |             | -           | -           | 41     | 7      |
| mag.-dic. 2021              | San Paolo                   | A                           | 0          | 0          | CB              | 0               | 0               | CL                 | 0                  | 0                  | -           | -           | -           | 0      | 0      |
| gen.-giu. 2021              | San Paolo                   | A1/SP+A                     | 0          | 0          | CB              | 0               | 0               | CL                 | 0                  | 0                  | -           | -           | -           | 0      | 0      |
| Totale San Paolo            | Totale San Paolo            | Totale San Paolo            | 0          | 0          |                 | 0               | 0               |                    | 0                  | 0                  |             | -           | -           | 0      | 0      |
| lug.-dic. 2022              | Montevideo Wanderers        | PD                          | 8          | 2          | CU              | 1               | 0               | -                  | -                  | -                  | -           | -           | -           | 9      | 2      |
| 2023                        | Montevideo Wanderers        | PD                          | 21         | 3          | CU              | 2               | 0               | -                  | -                  | -                  | -           | -           | -           | 23     | 3      |
| gen.-giu. 2024              | Montevideo Wanderers        | PD                          | 12         | 0          | -               | -               | -               | CS                 | 1                  | 0                  | -           | -           | -           | 13     | 0      |
| Totale Montevideo Wanderers | Totale Montevideo Wanderers | Totale Montevideo Wanderers | 41         | 5          |                 | 3               | 0               |                    | 1                  | 0                  |             | -           | -           | 45     | 5      |
| lug.-dic. 2024              | Dep. Maldonado              | PD                          | 9          | 0          | -               | -               | -               | -                  | -                  | -                  | -           | -           | -           | 9      | 0      |
| Totale carriera             | Totale carriera             | Totale carriera             | 87         | 12         |                 | 3               | 0               |                    | 5                  | 0                  |             | -           | -           | 95     | 12     |